# Simaroubaceae
Famille
Classification APG III (2009)
La famille des Simaroubaceae (Simaroubacées) regroupe des plantes dicotylédones. Sa circonscription est très discutée. Selon Watson & Dallwitz elle comprend 50 espèces réparties en une vingtaine de genres.
Ce sont des arbustes et des arbres, aux terpénoïdes caractéristiques, des régions subtropicales à tropicales largement répandus.
L'espèce Bursera simaruba appartient à une autre famille.

## Classification
La classification phylogénétique APG II (2003) a détaché la famille des Picramniaceae des Simaroubaceae, et la classification phylogénétique APG III (2009) lui a attribué le nouvel ordre des Picramniales.

## Étymologie
Le nom vient du genre Simarouba qui lui-même vient de la langue kali'na et signifie « racine contre la dysenterie ».
Les Kali'na, ethnie amérindienne d'Amérique du Sud, ont nommé Simarouba un arbre qui vit dans les lieux sablonneux et humides. Par la suite cet arbre a été scientifiquement nommé Simarouba amara. Sa racine est regardée comme spécifique contre la dysenterie.

## Liste des genres
Selon Angiosperm Phylogeny Website (24 juin 2010) :
- genre Ailanthus
- genre Amaroria
- genre Brucea
- genre Castela
- genre Eurycoma
- genre Gymnostemon
- genre Hannoa
- genre Laumoniera
- genre Leitneria
- genre Nothospondias
- genre Odyendea
- genre Perriera
- genre Picrasma
- genre Picrolemma
- genre Pierreodendron
- genre Pleiokirkia
- genre Quassia
- genre Simaba
- genre Simarouba
- genre Soulamea

Selon NCBI (24 juin 2010) :
- genre Ailanthus
- genre Amaroria
- genre Brucea
- genre Castela
- genre Eurycoma
- genre Gymnostemon
- genre Hannoa
- genre Harrisonia
- genre Holacantha
- genre Leitneria
- genre Nothospondias
- genre Odyendyea
- genre Perriera
- genre Picrasma
- genre Picrolemma
- genre Pierreodendron
- genre Quassia
- genre Samadera
- genre Simaba
- genre Simarouba
- genre Soulamea

Selon DELTA Angio (24 juin 2010) :
- genre Ailanthus
- genre Amaroria
- genre Brucea
- genre Castela
- genre Eurycoma
- genre Gymnostemon
- genre Hannoa
- genre Harrisonia
- genre Iridosma
- genre Laumoniera
- genre Perriera
- genre Perrierodendron
- genre Picrolemma
- genre Pleiokirkia
- genre Quassia
- genre Samadera
- genre Simaba
- genre Simarouba
- genre Soulamea

Selon ITIS (24 juin 2010) :
- genre Ailanthus Desf.
- genre Alvaradoa Liebm.
- genre Castela Turp.
- genre Holacantha Gray
- genre Picramnia Sw.
- genre Picrasma Blume
- genre Quassia L.
- genre Samadera Gaertn.
- genre Simarouba Aubl.

## Liste des espèces
Selon NCBI (24 juin 2010) :
- genre Ailanthus
  - Ailanthus altissima
  - Ailanthus fordii
  - Ailanthus giraldii
  - Ailanthus integrifolia
  - Ailanthus triphysa
- genre Amaroria
  - Amaroria soulameoides
- genre Brucea
  - Brucea antidysenterica
  - Brucea ferruginea
  - Brucea guineensis
  - Brucea javanica
  - Brucea mollis
  - Brucea tenuifolia
- genre Castela
  - Castela coccinea
  - Castela erecta
  - Castela retusa
  - Castela tortuosa
  - Castela tweedii
- genre Eurycoma
  - Eurycoma apiculata
  - Eurycoma longifolia
- genre Gymnostemon
  - Gymnostemon zaizou
- genre Hannoa
  - Hannoa chlorantha
  - Hannoa klaineana
  - Hannoa undulata
- genre Harrisonia
  - Harrisonia abyssinica
  - Harrisonia perforata
- genre Holacantha
  - Holacantha emoryi
- genre Leitneria
  - Leitneria floridana
- genre Nothospondias
  - Nothospondias staudtii
- genre Odyendyea
  - Odyendyea gabonensis
  - Odyendyea zimmermannii
- genre Perriera
  - Perriera madagascariensis
- genre Picrasma
  - Picrasma antillana
  - Picrasma crenata
  - Picrasma excelsa
  - Picrasma javanica
  - Picrasma quassioides
- genre Picrolemma
  - Picrolemma sprucei
- genre Pierreodendron
  - Pierreodendron africanum
- genre Quassia
  - Quassia africana
  - Quassia amara
- genre Samadera
  - Samadera baileyana
  - Samadera bidwillii
  - Samadera indica
  - Samadera sp. B-Fernando 1538
  - Samadera sp. C-Ford 4679
- genre Simaba
  - Simaba cedron
  - Simaba cuneata
  - Simaba ferruginea
  - Simaba glabra
  - Simaba guianensis
  - Simaba insignis
  - Simaba morettii
  - Simaba orinocensis
  - Simaba paraensis
  - Simaba polyphylla
  - Simaba suffruticosa
  - Simaba trichilioides
  - Simaba sp. Dunlop 9215
- genre Simarouba
  - Simarouba amara
  - Simarouba berteroana
  - Simarouba glauca
  - Simarouba tulae
  - Simarouba versicolor
- genre Soulamea
  - Soulamea amara
  - Soulamea terminalioides
  - Soulamea sp. JWC-20007